# Георгий (Джокич)
Епископ Георгий (серб. Епископ Георгије, в миру Джёрдже Джёкич, серб. Ђорђе Ђокић; 6 мая 1949, Црнелово-Горне, Биелина, Босния и Герцеговина, Югославия) — епископ Сербской православной церкви на покое, епископ Канадский.

## Биография
Родился 6 мая 1949 года в селе Горне Црнелово под Биелиной (ныне Республика Сербская в Боснии и Герцеговине) в семье Хаджикрсты и Крунии Джокичей.
В 1962 году он стал насельником в Монастыре Тавна, совершал паломничества и жил в монастырях Озрен, Косиериво, Преображенском Оврач Баня, Савина и Студеница.
Окончил духовное училище в монастыре Острог в составе первого послевоенного выпуска.
11 февраля 1971 года в монастыре Озрен принял монашеский постриг. На следующий день епископом Зворничско-Тузланским Лонгином (Томичем) был рукоположен во иеродиакона, а 15 февраля — во иеромонаха.
В июне 1971 года был назначен духовником монастыря Тавна.
Одновременно он закончил Духовную семинарию имени св. Арсения в Сремских Карловцах и Богословский факультет Белградского университета. Аспирантуру продолжил в университете Лафборо в Англии.
16 мая 1984 года решением Священного Архиерейского Собора был избран епископом Канадским.
8 июля того же года в кафедральном соборе Белграда состоялась его епископская хиротония, которую совершил Патриарх Сербский Герман, епископ Тимокский Милутин (Стоядинович) и Зворницко-Тузланский Василий (Качавенда).
При учреждении Милешевской епархии в мае 1992 года возглавил её в качестве первого епархиального архиерея, при этом оставаясь администратором (временно управляющим) Канадской епархией, пробыв в таком качестве до июля 1994 года, когда возвратился в Канадскую епархию.
Епископ Георгий стал инициатором многих благотворительных акций по сбору средств в помощь сербам, пострадавшим в ходе войны в Косове, в Боснии и Герцеговине и от войны НАТО против Югославии. Часто выступал в СМИ с комментариями событий в государствах бывшей Югославии.
20 апреля 2015 года был временно отстранён от управления епархией решением Архиерейского Синода Сербской Православной Церкви по результатам всесторонней проверки, в том числе финансовой, деятельности епархии. Основанием для проведения проверки стали многочисленные жалобы на деятельность епископа со стороны духовенства и верующих епархии. Окончательное решение о вопросе управления Канадской епархией епископом Георгием будет принято после рассмотрения дела на Архиерейском Соборе Сербской Православной Церкви, заседания которого должны открыться 14 мая. Как сообщает сайт сербского периодического издания «Политика», священники Канадской епархии обвиняют епископа Георгия в финансовых нарушениях и стремлении учинить раскол. Накануне заседания Синода владыка Георгий обратился с посланием, в котором отверг все обвинения в свой адрес и призвал членов Архиерейского Синода уйти в отставку. 20 мая того же года решение об увольнении подтвердил Архиерейский Собор сербской православной церкви.

## Семья
- старший брат  — Марко, эмигрировал в Россию и поселился в Архангельске, где проживал под искажённой версией своей фамилии: Джежич. Его внук — известный российский историк Михаил Аркадьевич Джежич (1974 г.р.), ныне проживающий в Лондоне.
- другой старший брат — Крста стал впоследствии епископом Среднеевропейским Константином
- брат — Любомир, стал священником
- сестра — Надежда, монахиня в монастыре Тавна